# 剣山スーパー林道

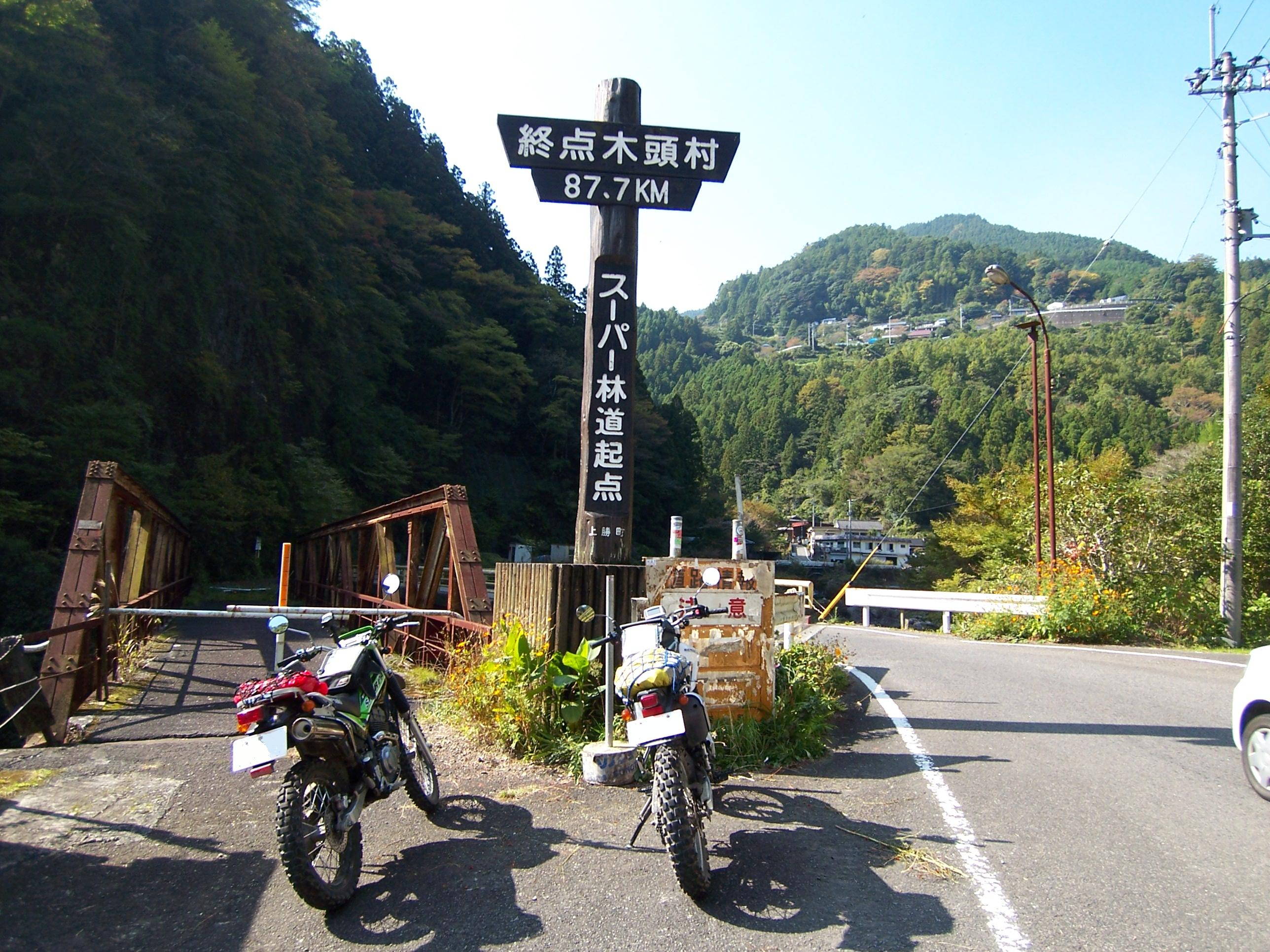
スーパー林道起点

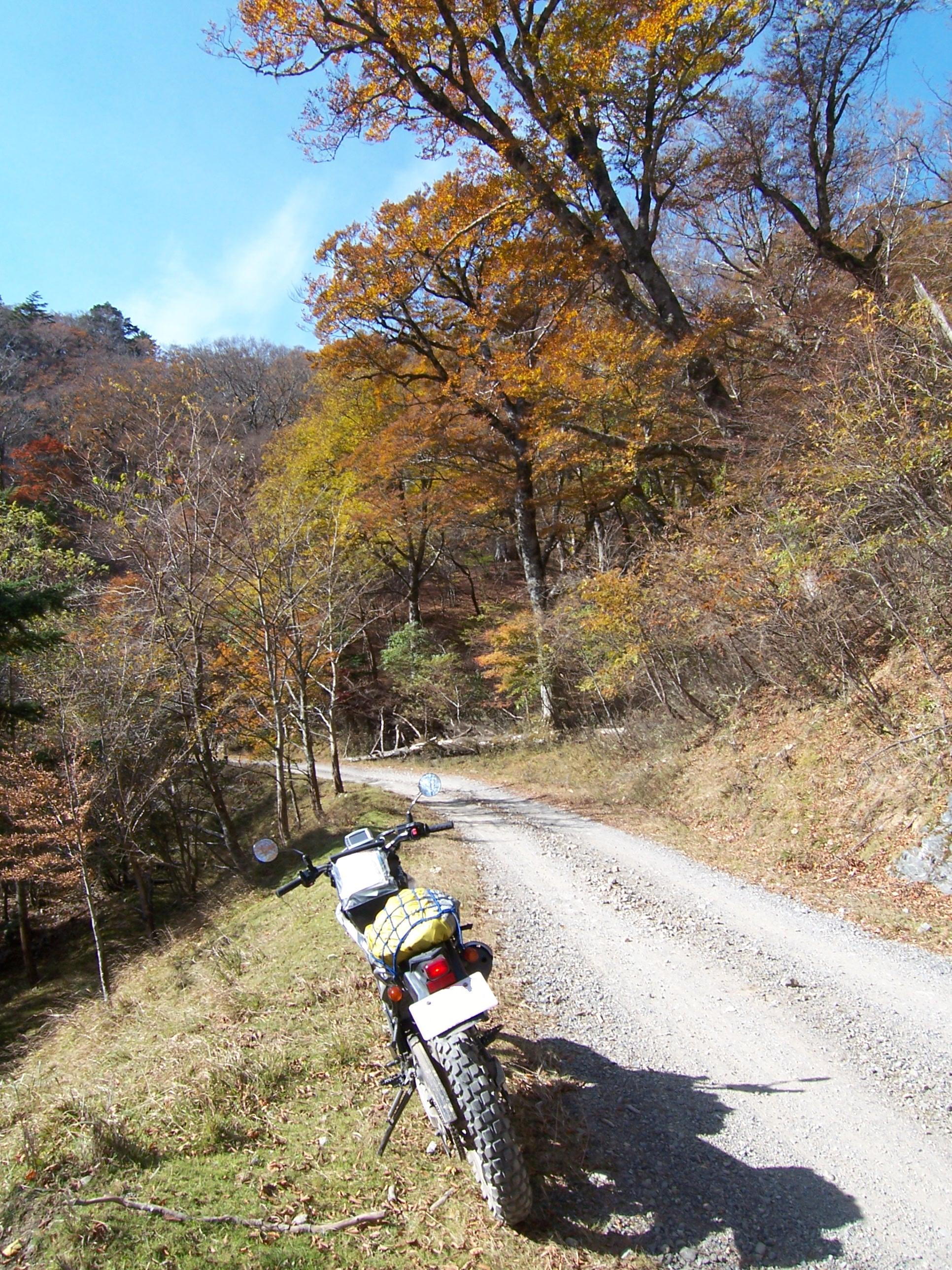
紅葉シーズンの林道

剣山スーパー林道（つるぎさんスーパーりんどう）は、徳島県勝浦郡上勝町から同県那賀郡那賀町に至る87.7kmの日本最長の林道である。
西日本第二の霊峰剣山を擁する剣山国定公園を抜け、紅葉の美しさで西日本一といわれる高の瀬峡（徳島県観光百選1位）など魅力ある大自然にあふれている。長いダートコースを目当てに全国から二輪車が集まる。

## 概要
- 正式名称：特定森林地域開発林道剣山線
- 延長：87.7km
- 幅員：4.6m
- 総工費：124億円
- 起点：勝浦郡上勝町大字福原（徳島県道16号徳島上那賀線交点）
- 終点：那賀郡那賀町木頭北川（国道195号交点）
- 管理[1]
  - 全線開通（1985年度末）まで：森林開発公団
  - 全線開通後：各市町村（上勝町、神山町、美馬市、那賀町）

## 見どころ
- 勝浦川
- 殿川内渓谷
- 雲早山
- 釜ヶ谷川
- 徳島のへそ
- ファガスの森
- 高城山
- 坂州木頭川（槍戸川）
- 剣山
- 槍戸峡
- 山の家奥槍戸
- 剣山トンネル
- 那賀川
- 高の瀬峡
- 高の瀬峡レストハウス平の里
- 石立山
- 四ツ足峠

## 歴史
- 1972年 - 着工
- 1985年 - 完成

## 通過する自治体
- 徳島県
  - 勝浦郡上勝町 - 名西郡神山町 - 那賀郡那賀町 - 美馬市 - 那賀郡那賀町

## 交差・接続する道路
- 徳島県道16号徳島上那賀線（上勝町）
- 徳島県道253号山川海南線（那賀町）
- 国道195号（那賀町）